# Dactylella
Dactylella is een geslacht van nematofage schimmels in de familie Orbiliaceae. Ze zijn opmerkelijk door het vangen en eten van nematoden.
Soorten van het geslacht Dactylella vormen een stropstructuur uit meerdere langwerpige cellen. Wanneer ze worden gestimuleerd door een nematode die door de lusstructuur gaat, zwellen de cellen op, waardoor de strop strakker wordt en de nematode vast komt te zitten. Filamenten groeien vervolgens in de nematode om voedingsstoffen op te nemen.

## Soorten
Volgens Index Fungorum telt het geslacht 36 soorten (peildatum augustus 2023):
| Soortnaam                 | Auteur(s)                                    | Publicatiejaar |
| ------------------------- | -------------------------------------------- | -------------- |
| Dactylella acrochaeta     | Drechsler                                    | 1952           |
| Dactylella anisomeres     | Drechsler                                    | 1962           |
| Dactylella arnaudii       | Yadav                                        | 1960           |
| Dactylella arrhenopa      | (Drechsler) K.Q. Zhang, Xing Z. Liu & L. Cao | 1994           |
| Dactylella atractoides    | Drechsler                                    | 1943           |
| Dactylella attenuata      | Xing Z. Liu, K.Q. Zhang & R.H. Gao           | 1997           |
| Dactylella beijingensis   | Xing Z. Liu, C.Y. Shen & W.F. Chiu           | 1992           |
| Dactylella bolusanthi     | Crous                                        | 2019           |
| Dactylella brevistipitata | B. Liu, Xing Z. Liu & W.Y. Zhuang            | 2005           |
| Dactylella chichisimensis | Ts. Watan.                                   | 2001           |
| Dactylella clavata        | R.H. Gao, M.H. Sun & Xing Z. Liu             | 1995           |
| Dactylella coccinella     | Ying Yang & Xing Z. Liu                      | 2005           |
| Dactylella copepodii      | G.L. Barron                                  | 1990           |
| Dactylella coprophila     | Faurel & Schotter                            | 1965           |
| Dactylella crassa         | Z.Q. Miao, Lei & Xing Z. Liu                 | 1999           |
| Dactylella dasguptae      | (S.K. Shome & U. Shome) de Hoog & Oorschot   | 1985           |
| Dactylella fusariispora   | (Mekht.) K.Q. Zhang, Xing Z. Liu & L. Cao    | 1995           |
| Dactylella gampsospora    | (Drechsler) de Hoog & Oorschot               | 1985           |
| Dactylella heptameres     | Drechsler                                    | 1943           |
| Dactylella implexa        | (Berk. & Broome) Sacc.                       | 1886           |
| Dactylella intermedia     | T.F. Li, Lei & Xing Z. Liu                   | 1998           |
| Dactylella megalobrocha   | Glockling                                    | 1994           |
| Dactylella microaquatica  | Tubaki                                       | 1957           |
| Dactylella nuorilangana   | X.F. Liu & K.Q. Zhang                        | 2006           |
| Dactylella panlongana     | X.F. Liu & K.Q. Zhang                        | 2006           |
| Dactylella polyctona      | (Drechsler) K.Q. Zhang, Xing Z. Liu & L. Cao | 1995           |
| Dactylella qiluensis      | Hong Y. Su & M.H. Mo                         | 2011           |
| Dactylella ramosa         | Matsush.                                     | 1971           |
| Dactylella rhombica       | Matsush.                                     | 1971           |
| Dactylella stenocrepis    | Drechsler                                    | 1962           |
| Dactylella strobilodes    | Drechsler                                    | 1950           |
| Dactylella submersa       | (Ingold) Sv. Nilsson                         | 1962           |
| Dactylella turkmenica     | Soprunov                                     | 1958           |
| Dactylella vermiformis    | Z.F. Yu, Ying Zhang & K.Q. Zhang             | 2007           |
| Dactylella yoaniae        | Y.D. Zhang & X.G. Zhang                      | 2011           |
| Dactylella yunnanensis    | K.Q. Zhang, Xing Z. Liu & L. Cao             | 1995           |